# Warhammer Age of Sigmar: Storm Ground
Warhammer Age of Sigmar: Storm Ground est un jeu vidéo de stratégie au tour par tour développé par Gasket Games et édité par Focus Home Interactive, sorti le 27 mai 2021 sur PlayStation 4, Xbox One, PlayStation 5, Xbox Series, Nintendo Switch et Windows. Le jeu a été annoncé lors de l'Opening Night Live de la Gamescom 2020.

## Système de jeu
Storm Ground est jouable en crossplay pour le multijoueur.
Trois factions sont disponibles au lancement : les Stormcast Eternals, les Nighthaunt et les Maggotkin.

## Accueil
Sur Metacritic, Warhammer Age of Sigmar: Storm Ground cumule une note de 64/100 sur de la part de treize médias, et une note de 4/10 de la part des joueurs.